# Meminisse iuvat
Meminisse iuvat (14 de julho de 1958) é uma encíclica do papa Pio XII, pedindo orações pela Igreja perseguida no Oriente e criticando desenvolvimentos culturais prejudiciais no Ocidente. Ele pede uma novena de oração anterior à festa da Assunção. 
A encíclica lembra aos leitores que, durante a Segunda Guerra Mundial, o papa não pregou simplesmente a paz ou trabalhou com um melhor entendimento entre os partidos de guerra. Mais importante, ele consagrou toda a raça humana ao Imaculado Coração de Maria, a mãe de Deus. Doze anos depois, a guerra acabou, mas a paz ainda não chegou. As novas armas atômicas podem aniquilar não apenas os vencidos, mas também os vencedores. 

## Crítica do Ocidente
Os problemas e crises da humanidade continuam a existir, porque Deus, fonte e garante da justiça, fonte da verdade, base de todas as leis, é-lhe negado o seu devido lugar ou, pior ainda, é completamente desrespeitado. Se uma casa não é construída sobre uma base sólida e segura, cai; se uma mente não é iluminada pela luz divina, afasta-se mais ou menos de toda a verdade; se cidadãos, povos e nações não são animados pelo amor fraternal, nasce a contenda, fortalece-se, e atinge o crescimento pleno. O Cristianismo ensina a verdade completa, a verdadeira justiça e a caridade divina, que afasta o ódio, as más intenções e a inimizade. Um retorno aos princípios cristãos estabeleceria uma sociedade forte, justa e equitativa. O papa está firmemente convencido de que, sejam quais forem os obstáculos ou perseguições, o Cristianismo sempre conquistará seus inimigos. "É uma política prejudicial e imprudente lutar contra o Cristianismo, pois Deus garante e a história testemunha que ela [a Igreja] existirá para sempre". No entanto, em alguns países sem nome - o Papa aponta claramente para o Ocidente - os princípios cristãos e a religião católica não recebem seu devido lugar. Jovens inocentes e sem instrução caem facilmente nas tentações de sedutores sedutores do vício, à medida que escritores, editores e filmes continuam a despertar apetites cruéis e violentos apenas para obter lucro. 

## Perseguição no Oriente
No Oriente, as perseguições contra a Igreja continuam. Como resultado, muitos bispos têm sido expulsos das suas vistas ou de tal forma impedidos que não poder exercer livremente o seu ministério; foram mesmo lançados na prisão ou exilados. Nesses países, jornais, revistas e outras publicações lançadas por católicos foram quase completamente silenciados, como se a verdade estivesse sujeita ao controlo e discrição exclusivos dos governantes políticos, e como se a aprendizagem divina e humana e as artes liberais não precisassem de ser livres para poderem florescer para o bem público e comum. As escolas católicas são fechadas ou substituídas por institutos do Estado que nada ensinam sobre Deus ou religião. Os missionários são expulsos, presos ou incapazes de ajudar os fiéis. Os governos escolhem e nomeiam bispos, como se a Igreja Católica fosse uma criatura de uma única nação, dependente de sua autoridade civil, e não uma instituição divina que se estendesse a todos os povos.
Mas a maioria dos fiéis, dos ritos latino e oriental, pratica e defende tenazmente sua fé ancestral. Com gratidão, o Papa exorta aqueles que estão sob muitas pressões perigosas e enganosas - pressões que os exortariam a parar de apoiar a firme, sólida e constante unidade da Igreja: "Quem não tem a Igreja como mãe, não pode ter Deus como seu pai. A Igreja, fundada por Cristo, pode ser atacada, mas não derrotada, pois ela extrai sua força de Deus, não do homem. Assim como Cristo, nosso Redentor se levantou em triunfo, a Igreja algum dia obterá uma vitória pacífica sobre todos os seus inimigos".
O Papa encoraja os fiéis do Oriente a ter confiança e serem soldados corajosos e firmes, citando Santo Inácio, o mártir: "Desejamos aconselhá-lo nas palavras de Santo Inácio, mártir, embora saibamos que você não exija tal conselho: "Sirva a ele por quem você luta. ...Que nenhum de vocês o abandone! Seu batismo deve ser um escudo; sua fé é um capacete; sua caridade uma lança; sua paciência é uma armadura. Suas obras devem ser suas credenciais, para que você seja digno de receber sua recompensa"."

## Igreja triunfará
Impérios e estados poderosos caíram, mas a Igreja permanece imóvel entre as ondas deste mundo, pois ela é construída sobre a rocha apostólica e se apega firmemente ao seu alicerce, indiferente às investidas do mar revolto. Nada pode abalá-la, ensina o Papa Pio, porque, como muitos elementos físicos deste mundo se chocam com trovões ao seu redor, ela continua a fornecer um porto seguro. Como metade do Cristianismo sofre perseguição, a outra metade se une a seus irmãos e irmãs em oração, para que tempos melhores possam acontecer rapidamente sobre toda a Igreja.

## 2
1. ↑  Meminisse iuvat, 4
2. ↑  Meminisse iuvat, 5
3. ↑  Meminisse iuvat
4. ↑  Meminisse iuvat, 13–15
5. ↑  Meminisse iuvat, 24
6. ↑  Meminisse iuvat, 25
7. ↑  Meminisse iuvat, 26